# Эшаван
Эшава́н (фр. Échavanne) — коммуна во Франции, находится в регионе Франш-Конте. Департамент — Верхняя Сона. Входит в состав кантона Шампанье. Округ коммуны — Люр.
Код INSEE коммуны — 70205.

## География
Коммуна расположена приблизительно в 360 км к востоку от Парижа, в 75 км северо-восточнее Безансона, в 45 км к востоку от Везуля.

## Население
| Год  | Численность | Численность |
| ---- | ----------- | ----------- |
| 2013 | 207         |             |
| 2015 | 205         | [ 6 ]       |
| 2016 | 208         | [ 7 ]       |
| 2017 | 205         | [ 8 ]       |
| 2018 | 204         | [ 9 ]       |
| 2019 | 202         | [ 10 ]      |
| 2020 | 201         | [ 11 ]      |
| 2021 | 200         | [ 12 ]      |
| 2022 | 200         | [ 3 ]       |

## Экономика
В 2010 году среди 130 человек трудоспособного возраста (15—64 лет) 96 были экономически активными, 34 — неактивными (показатель активности — 73,8 %, в 1999 году было 63,6 %). Из 96 активных жителей работали 89 человек (50 мужчин и 39 женщин), безработных было 7 (3 мужчины и 4 женщины). Среди 34 неактивных 7 человек были учениками или студентами, 17 — пенсионерами, 10 были неактивными по другим причинам.

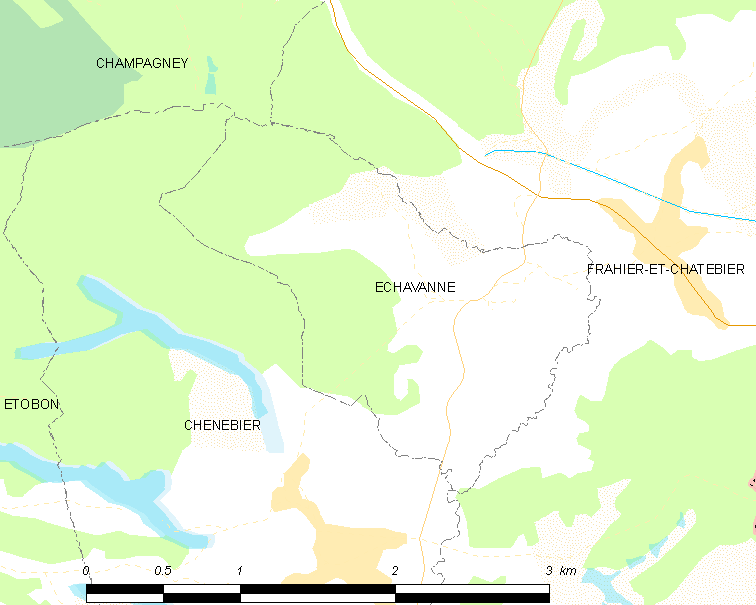
Карта коммуны